# Robert Šilić
Robert Šilić "Rora" bio je prvi zapovjednik satnije HOS-a koja je branila Vukovar. Rođen je 13. rujna 1967. g. u Konjicu u BiH. Preminuo je 13. studenoga 1991. u vukovarskoj bolnici, nakon teškog ranjavanja.

## Biografija
Vukovarska satnija HOS-a, sastavljena od prekaljenih boraca, koji su prošli obuku u Sloveniji i u Bosiljevu, te ratišta u Topuskom, Bariloviću i oslobađanje vojarni "Borongaj" i "Maršalka" u Zagrebu, pošli su pod zapovjedništvom Roberta Šilića put Vukovara, što je za većinu bio put bez povratka. U bitkama za Vukovar kao i strijeljanjem na Ovčari ubijeno je 25 pripadnika postrojbe. Inače, sama postrojba HOS-a koja je branila Vukovar nije bila veličine satnije, naime, imala je ukupno 58 boraca tj. može se reći da je bila nepotpuna satnija. No kasnijim izuzetnim učinkom postrojbe u Vukovaru (i Bogdanovcima) veliki je dio branitelja Vukovara želio stupiti u istu. Samo su neki od njih i dobili tu čast. Satnija je u Vukovaru djelovala pod 204. brigadom ZNG-a, odnosno pod zapovijedanjem vukovarskih zapovjednika, isprva Mile Dedakovića Jastreba (do njegovog odlaska iz Vukovara 12.10.1991.), a poslije toga sve do okupacije Vukovara pod zapovijedanjem Branka Borkovića Mladog Jastreba!

## Vanjske poveznice
- Film o Robertu Šiliću